# STS-113
La missió STS-113 va ser una missió de la NASA del 23 novembre al 7 de desembre de 2002.
Durant les set dies d'acoblament que van començar el 25 de novembre el Transbordador espacial Endeavour i la seva tripulació van ampliar el backbone de la ISS amb el P1 truss i van intercanviar les tripulacions de l'expedició 5 i l'expedició 6 que es trobava a bord de l'estació. Amb el comandant Jim Wetherbee i el pilot Paul Lockhart als comandaments, l'Endeavour va realitzar passejos espacials i transferència de tripulació i equips.

## Tripulació
- James D. Wetherbee (6), Comandant
- Paul S. Lockhart (2), Pilot
- Michael López-Alegría (3), especialista de missió
- John B. Herrington (1), especialista de missió

### Tripulació de l'expedició 6cap a la ISS
- Kenneth D. Bowersox (5), Comandant (ISS)
- Nikolai M. Budarin (3) (RSC), Enginyer de vol (ISS)
- Donald Pettit (1), Enginyer de vol (ISS)

### Tripulació de l'expedició 5cap a la Terra
- Valery G. Korzun (2) (RSA), Comandant (ISS)
- Peggy A. Whitson (1), Enginyer de vol (ISS)
- Sergei I. Treschev (1) (RSC), Enginyer de vol (ISS)

 Entre parèntesis, el nombre de missions de l'astronauta, inclosa la STS-113

## Paràmetres de la missió
- Massa:
  -  El transbordador en enlairar-se: 116.460 kg
  -  El transbordador en aterrar : 91.498 kg
  - Càrrega: 12.477 kg
- Perigeu: 379 km
- Apogeu: 397 km
- Inclinació: 51,6°
- Període: 92,3 min

### Acoblament amb la ISS
- Acoblament: 25 de novembre de 2002, 21:59:00 UTC
- Desacoblament: 2 de desembre de 2002, 20:50:00 UTC
- Temps d'acoblament: 6 dies, 22 h, 51 min, 00 s